# Balrampur
Balrampur est une ville indienne située dans le district de Balrampur, dans l'état de l'Uttar Pradesh.  En  2011, sa population était de 90 000 habitants.
Elle est située sur les rives de la rivière Rapti Nadi non loin de la frontière népalaise.

## Personnalités liées à la commune
- Akash Mishra (2001-), footballeur indien né à Balrampur.

## Source de la traduction
- (en) Cet article est partiellement ou en totalité issu de l’article de Wikipédia en anglais intitulé « Balrampur » (voir la liste des auteurs).